# Hans Hellmann (Offizier)

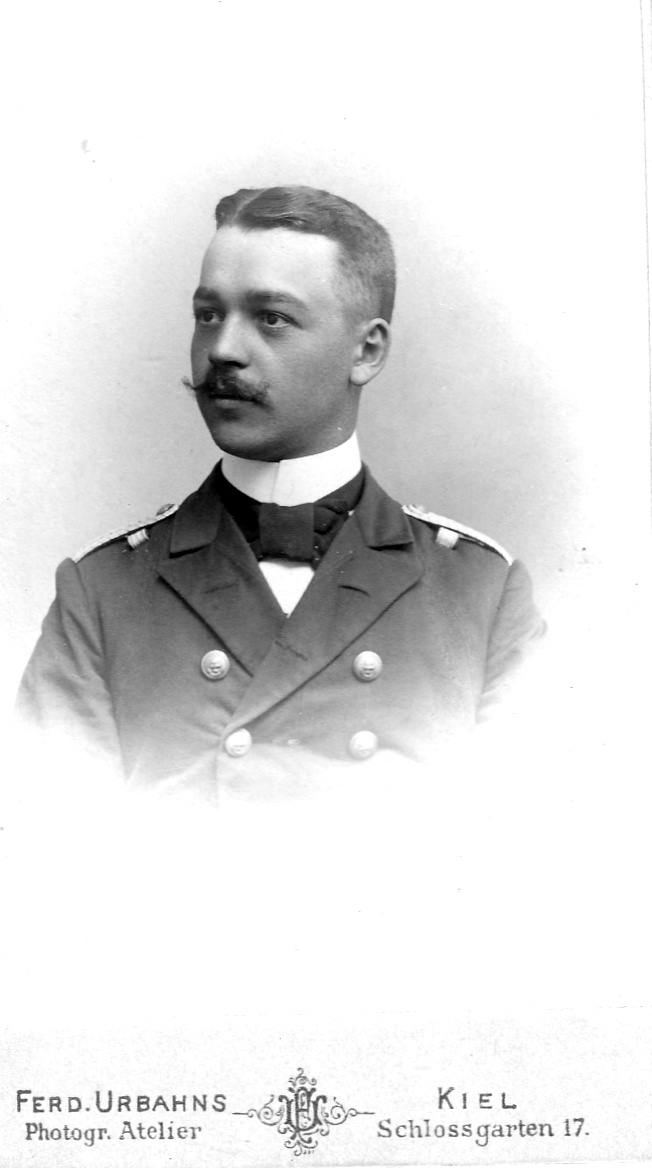
Hans Hellmann (ca. 1898)

Hans Hellmann (* 6. Dezember 1873 in Neisse; † 17. Juni 1900 bei Tianjin) war Offizier der Kaiserlichen Marine. Er ist der erste und bis zum Ersten Weltkrieg einzige Marineoffizier, der im Kampf an Bord seines Schiffes gefallen ist.

## Leben und Wirken

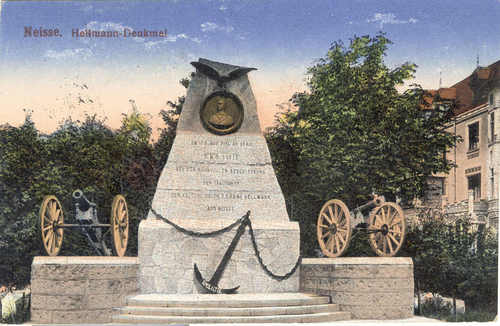
Das Ehrenmal „Hellmannstein“

Hellmann wurde 1873 als Sohn von Johannes Hellmann, dem "Vater der Feuerwehren Schlesiens", geboren. Er wuchs in Neisse auf, trat im April 1892 als Seekadett in die Marine ein und wurde im September 1895 Leutnant zur See. Er wurde zuerst der Zweiten Matrosen-Artillerie-Abteilung zugeteilt und tat dann Dienst auf dem Schulschiff Stein.
Im November 1898 wurde er zum Oberleutnant befördert und zum Stab des Kanonenboots Iltis versetzt. Als im Frühjahr 1900 der Boxeraufstand ausgebrochen war, wurde – zusammen mit Schiffen anderer Länder – vom Deutschen Reich auch die Iltis vor die chinesische Küste entsandt.
Am Morgen des 17. Juni 1900 begannen die Chinesen, die vor den Taku-Forts in der Mündung des Flusses Pei Ho liegenden Schiffe zu beschießen. Hieraus entwickelte sich ein heftiges Gefecht. An Bord der Iltis war Hans Hellmann der für die Schiffsartillerie zuständige Offizier. Im Verlauf des Gefechtes wurde die Iltis von 21 Granaten getroffen. Hellmann und sechs Mann der Besatzung kamen dabei ums Leben, dem Kommandanten wurde ein Bein zerschmettert und weitere zehn Mann der Besatzung wurden schwer verwundet.
Zum Gedenken an Hans Hellmann errichteten die Stadt Neisse und die Marine in Neisse ein Ehrenmal, den sogenannten „Hellmannstein“. Kaiser Wilhelm II. stellte für dessen Dekoration zwei in den chinesischen Verteidigungsanlagen eroberte Kanonen sowie Anker und Kette des ebenfalls vor der chinesischen Küste eingesetzten Kreuzers Cormoran zur Verfügung.